# 13 Волопаса
13 Волопаса (лат. 13 Boötis), CF Волопаса (лат. CF Boötis), HD 123782 — тройная звезда в созвездии Волопаса на расстоянии приблизительно 699 световых лет (около 214 парсеков) от Солнца.

## Характеристики
Первый компонент (CCDM J14082+4927A) — красный гигант, пульсирующая медленная неправильная переменная звезда (LB) спектрального класса M2IIIab, или M1,5III, или M0, или Ma. Видимая звёздная величина звезды — от +5,38m до +5,29m. Масса — около 1,758 солнечной, радиус — около 115,561 солнечных, светимость — около 1114,119 солнечных. Эффективная температура — около 3889 K.
Второй компонент — коричневый карлик. Масса — около 30,13 юпитерианских. Удалён на 1,805 а.е..
Третий компонент (TYC 3468-484-1) — оранжевая звезда спектрального класса K. Видимая звёздная величина звезды — +9,9m. Радиус — около 3,1 солнечных, светимость — около 4,936 солнечных. Эффективная температура — около 4884 K. Удалён на 79,7 угловых секунд.